# The Associates
The Associates var en amerikansk kortlivad TV-serie som gick i en säsong 1979-1980. Handlingen kretsar kring tre advokater som alla jobbar för samma byrå. Serien nominerades till två Golden Globe Awards.

## Rollista i urval
- Martin Short - Tucker Kerwin
- Alley Mills - Leslie Dunn
- Wilfrid Hyde-White - Emerson Marshall
- Joe Regalbuto - Eliot Streeter